# Siphonicytara insolita
Siphonicytara insolita är en mossdjursart som först beskrevs av Ferdinand Canu och Ray Smith Bassler 1929.  Siphonicytara insolita ingår i släktet Siphonicytara och familjen Siphonicytaridae. Inga underarter finns listade i Catalogue of Life.